# Wykot
Wykot – wydawanie na świat młodych, termin stosowany w hodowli zwierząt oraz w łowiectwie na określenie porodu, niektórych zwierząt.
- w hodowli m.in.: królików, nutrii, owiec, kóz[2]
- w łowiectwie, m.in.: saren, muflonów, kozic, zajęcy[3][4].